# Харперово острво
Харперово острво (енгл. Harper's Island) америчка је хорор ТВ серија, продукцијске куће CBS, снимана 2009.
У Србији је приказивана 2010. на Првом каналу РТС-а.
Глумци до последњег тренутка нису знали шта ће бити са њиховим ликом како би били што уверљивији. У свакој епизоди догоди се једно или више убистава.

## Прича
Несређени породични и љубавни односи, само су окосница радње серије у којој сваки нови наставак доноси све шокантније догађаје.
Прича почиње када Еби Милс долази најбољем пријатељу Хенрију на венчање. Он се жени девојком својих снова, лепом и богатом наследницом, Триш Велингтон. Прослава се одржава недалеко од Сијетла, на острву Харпер, које је познато по серији нерешених убистава која су се догодила пре седам година. 
Нико не зна шта за Еби значи повратак на острво. Наиме, међу жртвама мистериозног убице који је донео страх на мирно и живописно острво, била је и њена мајка. Касније је злочинца убио Ебин отац, локални шериф. 
Међутим, недељу дана пред венчање, званице мистериозно нестају и умиру. Сваки нови дан погубан је за госте, а шериф из безбедносних разлога забрањује напуштање острва, чиме оставља жртве на милост и немилост непознатом убици. Свадбено славље и недељу дана планиране забаве претвара се у сурову борбу за живот. 
Проблеми ту не престају. У таквој пометњи, сви су осумњичени, сви скривају тајну, али и свима прети смрт. Званице почињу да сумњају да се потенцијални убица крије међу њима. 
Превише осумњичених, премало времена и стална убиства додатно узбуркавају тајне које поједини становници крију годинама. Хенри и Триш планирали су ванчање из бајке, али се бајка претворила у беспоштедну борбу за преживљавање.
Убица је онај у кога нико не сумња!

## Улоге
| Глумац:              | Улога:                 |
| -------------------- | ---------------------- |
| Илејн Кесиди         | Еби Милс               |
| Кристофер Горам      | Хенри Дан              |
| Мет Бар              | Кристофер Сали Саливан |
| Ђина Холден          | Шеј Ејлен              |
| Кети Кесиди          | Патриша Триш Велингтон |
| Касандра Сотел       | Медисон Ејлен          |
| Брендон Џеј Макларен | Дени Брукс             |
| Си Џеј Томасон       | Џими Менс              |
| Џим Бивер            | Шериф Чарли Милс       |
| Камерон Ричардсон    | Клои Картер            |
| Клодет Минк          | Кетрин Велингтон       |
| Адам Кембел          | Кал Вандеузен          |
| Ричард Бурџи         | Томас Велингтон        |
| Виктор Вебстер       | Хантер Џенингс         |
| Дин Чеквала          | Џеј Ди Дан             |
| Хери Хамлин          | Чика Марти Дан         |
| Дејвид Левис         | Ричард Ејлен           |
| Крис Гаудер          | Малколм Рос            |
| Шон Роџерсон         | Џоел Бут               |
| Ембер Борики         | Бет Берингтон          |
| Сара Смит            | Луси Дарамур           |
| Бен Котон            | Шејн Пирс              |
| Ана Ми Ротлеџ        | Кели Сивер             |
| Ели Либерт           | Ники Болтон            |
| Беверли Елиот        | Меги Крел              |
| Калум Кит Рени       | Џон Вејкфилд           |
| Дин Вреј             | Кол Харкин             |